# Glen Rubsamen
Glen Rubsamen (* 1957 in Hollywood) ist ein bildender Künstler und Autor, der für seine Gemälde und Fotografie bekannt ist. Rubsamen lebt in Los Angeles und Düsseldorf.

## Leben
Rubsamen ist der Sohn von Gisela Rubsamen (geborene Roth) und Walter H. Rubsamen. Walter H. Rubsamen war Professor der Musikwissenschaften an der University of California in Los Angeles und ist vor allem für seine Arbeit über die literarischen Ursprünge der säkularen Musik in Italien des 15. Jahrhunderts sowie über die Geschichte und Politik der Balladenoper bekannt. Gisela Rubsamen ist eine Kunsthistorikerin mit Spezialgebiet im italienischen Barock. Glen Rubsamen ist das jüngere von zwei Kindern. Seine ältere Schwester Valerie Rubsamen war Professorin der Politikwissenschaften am Swarthmore College (emeritiert) und Autorin einer Vielzahl von Büchern.
Er studierte bildende Kunst an der University of California in Los Angeles, wo er 1978 mit einem Bachelor und 1981 mit einem Master abschloss.
Rubsamen lebt zusammen mit der US-amerikanischen Künstlerin Rita McBride in Los Angeles und Düsseldorf.

## Bücher
Rubsamen ist Autor und Ko-Autor von einer Vielzahl von experimentellen, oftmals futuristisch und posthumanistischen anmutenden Büchern im Bereich der Fiktion wie des Künstlerbuchs: Futureways (2005) besteht aus einer Sammlung von Kurzgeschichten mehrerer Autorinnen und Autoren, die eine Ausstellung in der Zukunft beschreiben. Those Useless Tress ist ein Künstlerbuch über die Beziehung zwischen Bäumen und dem neuen globalen Urbanismus. Rhynochophorus ferruginous ist eine Untersuchung eines Parasits, der den Tod von Millionen von Palmen im Nahen Osten und im Mittelmeerraum verursachte und einen beträchtlichen Einfluss auf die Kultur des Tourismus hat. Für das Künstlerbuch Take All the Time You Need, das eine Kombination aus einer Monographie von Gemälden und einer Agenda für die nächsten fünfzig Jahre ist, hat Rubsamen selbst einen Text verfasst.

## Malerei und Fotografie
Seine Gemälde und Fotografien lassen sich durch ein Interesse an verdichteten, gesammelten Situationen in der Natur charakterisieren, die sich durch eine große dramatische Intensität in der romantischen Tradition auszeichnen, wie beispielsweise Sonnenauf- und Untergänge, überschwängliche Vegetationen oder apokalyptische Bilder. Durch brüske Kombinationen verschiedener Perspektiven und gewaltigen Verkürzungen von Objekten und Bäumen zeigt Rubsamen eine unbewohnte und fast aggressive Welt. Es ist eine angegriffene Natur, die uns an die zerstörenden Folgen von meteorologischen oder technologischen Katastrophen denken lässt. Zusammen mit einer Absenz von menschlichen Anzeichen fehlen seinen in der Tendenz monochromen Gemälde und Fotografien eine raumzeitliche Dimension, wodurch sie eine Stimmung der Ruhe und Spiritualität erzeugen. In Rubsamens Gemälden der Natur erscheint diese damit weniger organisch denn künstlich.